# 마개

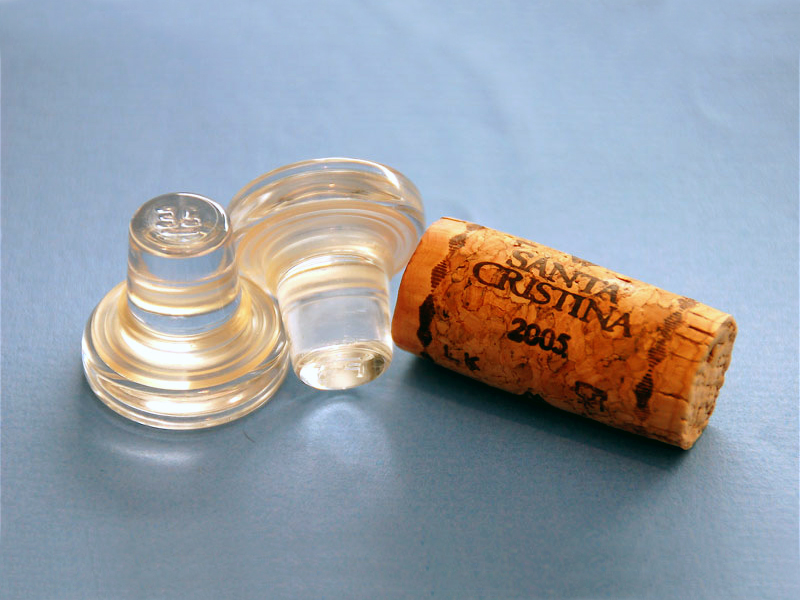
유리 마개와 코르크 마개

마개는 병의 아가리나 구멍 등에 끼워서 막는 물건이다. 겉에서 덮어서 막는 뚜껑과 달리, 마개는 구멍 안으로 끼워서 입구를 막는다.

## 설명
내부 부피를 바꾸지 않고 외부에서 용기를 감싸는 뚜껑이나 병뚜껑과 달리 마개는 용기 내부에 부분적으로 또는 전체적으로 삽입되어 밀봉 역할을 한다. 마개는 "드럼이나 배럴의 입구를 막는 데 사용되는 플러그 또는 마개이다. 강철 드럼 마개를 언급할 때 플러그라고 한다."로 정의가 가능하다.
코르크 마개는 간단히 "코르크"라고 불린다. 와인병에 사용되는 마개를 다른 재질로 만든 경우에도 "코르크"라고 한다.
일상생활에서 흔히 볼 수 있는 마개의 예는 와인병의 코르크이다. 통의 마개 구멍을 밀봉하는 데 사용되는 마개를 마개라고 한다. 다른 마개, 특히 화학물질 통에 사용되는 마개는 금속으로 만들어지며 나사산을 통해 나사로 고정된다.

## 종류
- 병마개
  - 코르크
- 욕조, 세면대, 개수대 따위의 배수 구멍을 막는 고무 마개
- 귀마개

## 사진 갤러리

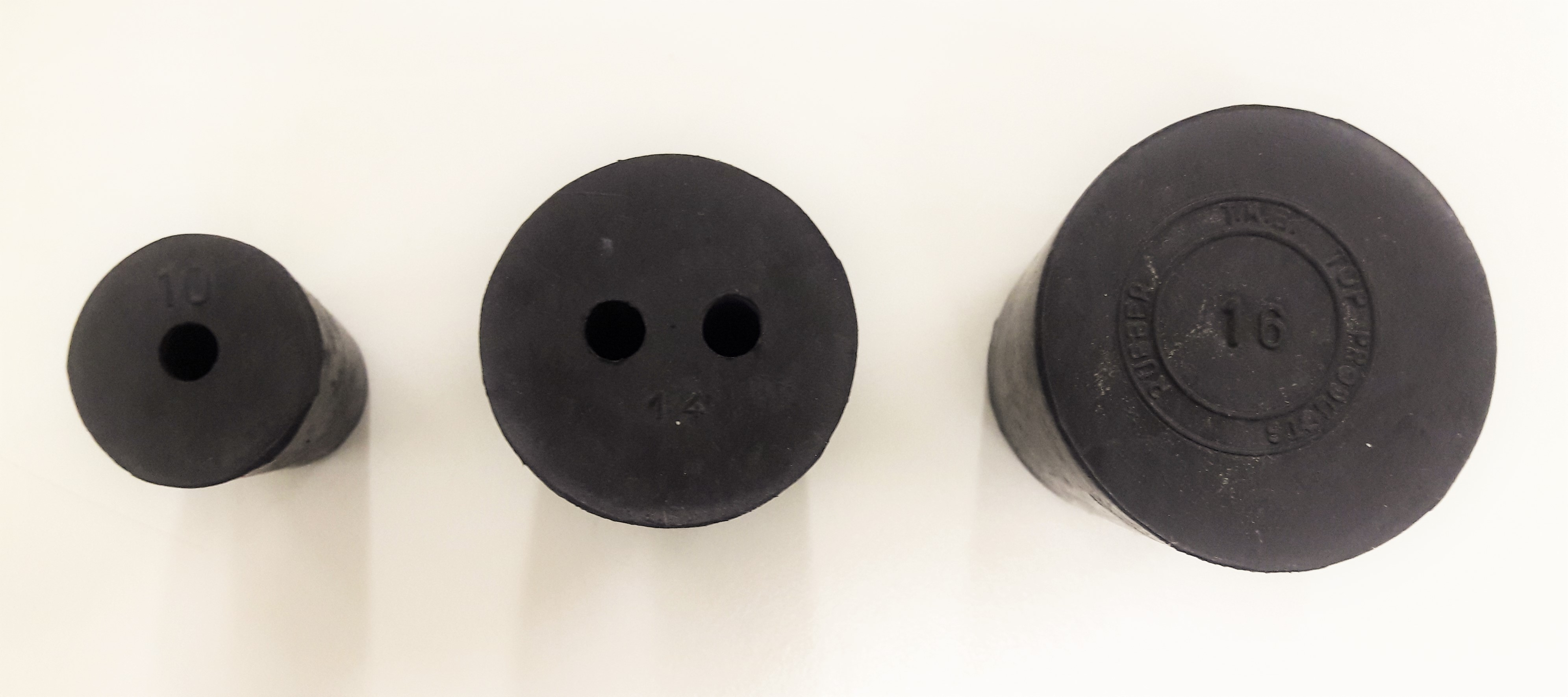
고무 마개
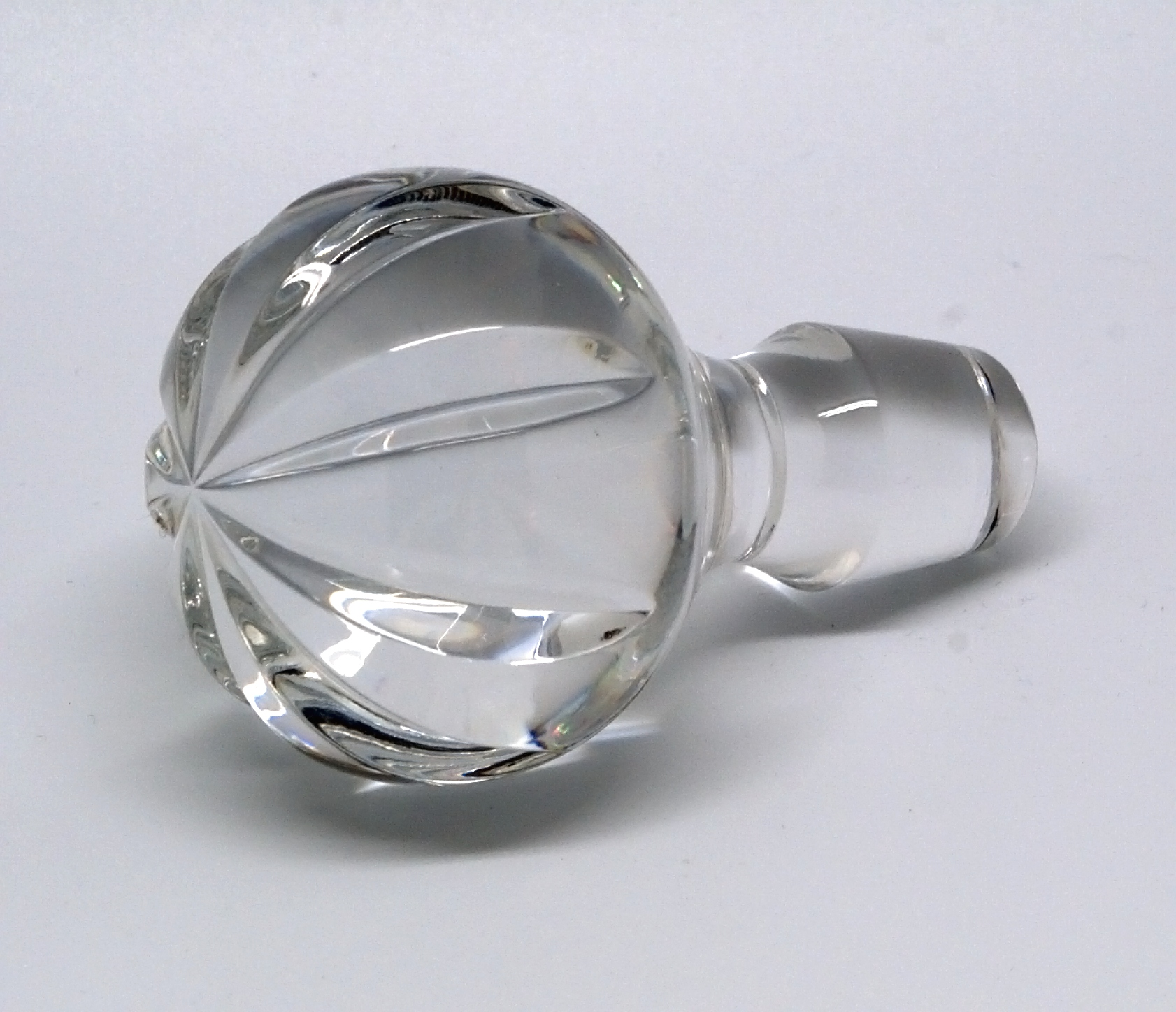
유리 마개
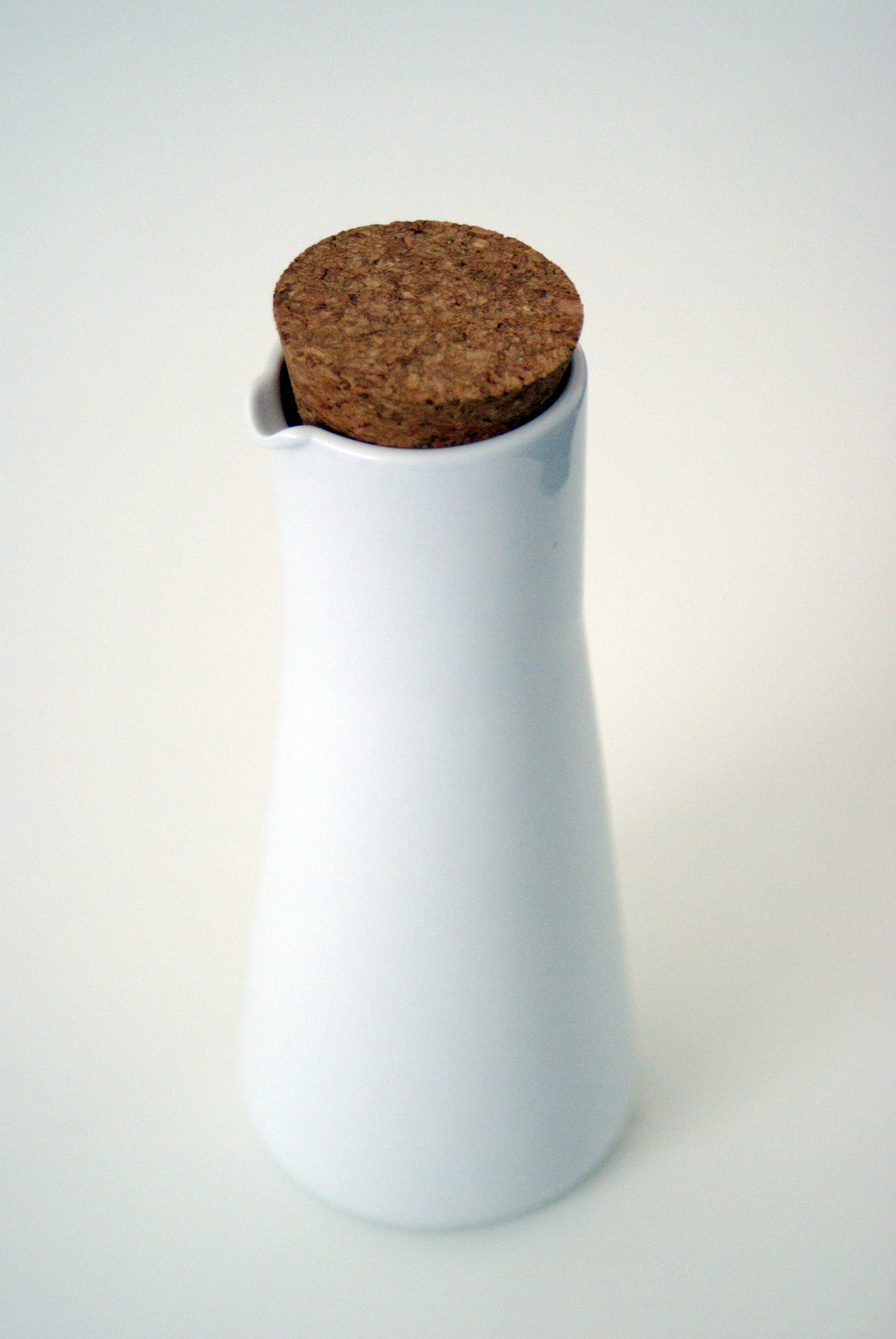
코르크 마개
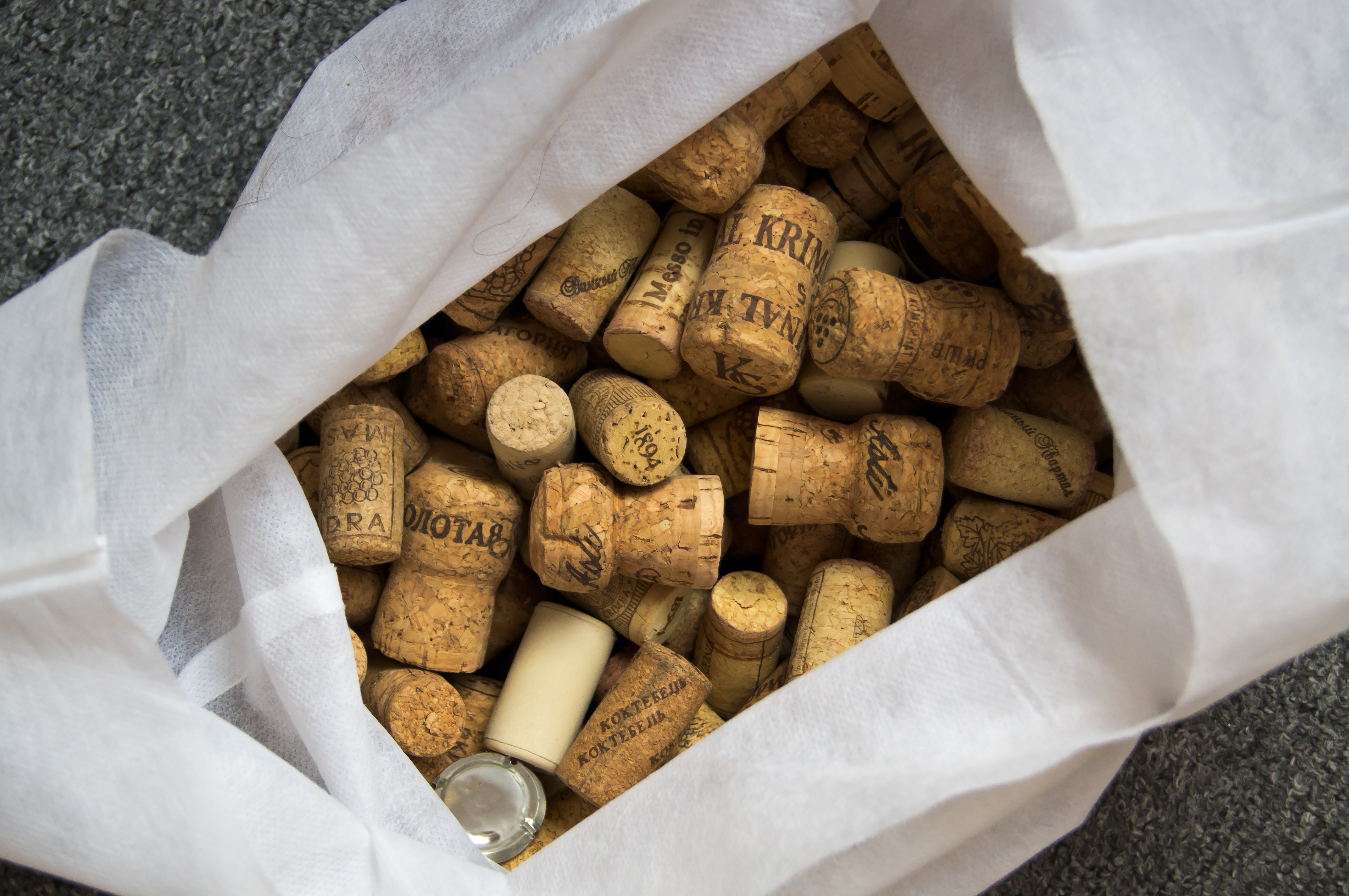

## 같이 보기
- 덮개
- 뚜껑
- 마개 클럽